# Canoa/kayak ai Giochi della XXX Olimpiade - C2 1000 metri maschile
La gara di velocità C1, 1000 metri, per Londra 2012 si è svolta al Dorney Lake dal 7 al 9 agosto 2012.

## Formato
I 12 equipaggi iniziano la gara con delle batterie di qualificazione. La coppia di atleti vincente in ciascuna batteria accede direttamente alla finale A, tutti gli altri partecipanti disputano due batterie di semifinale. I migliori tre equipaggi di ciascuna semifinale accede alla finale A, per competere per le medaglie; gli ultimi due classificati per ogni semifinale accede alla finale B.

## Programma
Tutti gli orari seguono il fuso orario inglese (UTC+1)
| Data                    | Ora        | Round               |
| ----------------------- | ---------- | ------------------- |
| Martedì, 7 agosto, 2012 | 9:46 10:55 | Batterie Semifinali |
| Giovedì, 9 agosto, 2012 | 9:30       | Finali              |

## Record
| Record mondiale | 3'28"531 | 12 maggio 2001 | Ibrahim Rojas Leobaldo Pereira  | Assenti |
| Record olimpico | 3'31"870 | 30 luglio 1996 | Gunar Kirchbach Andreas Dittmer | Assenti |

## Gara

### Batterie
I primi classificati conquistano l'accesso diretto alla finale A, gli altri disputano la semifinale.

#### 1ª Batteria
| Pos. | Atleta                             | Paese     | Tempo    | Note |
| ---- | ---------------------------------- | --------- | -------- | ---- |
| 1    | Peter Kretschmer Kurt Kuschela     | Germania  | 3'34"435 | Q    |
| 2    | Aleksej Korovaškov Il'ja Pervuchin | Russia    | 3'37"568 |      |
| 3    | Huang Maoxing Li Qiang             | Cina      | 3'38"483 |      |
| 4    | Filip Dvořák Jaroslav Radoň        | Rep. Ceca | 3'38"711 |      |
| 5    | Marcin Grzybowski Tomasz Kaczor    | Polonia   | 3'38"759 |      |
| 6    | Alex Haas Jake Donaghey            | Australia | 3'52"589 |      |

     Qualificati per la finale A

#### 2ª Batteria
| Pos. | Atleta                                  | Paese       | Tempo    | Note |
| ---- | --------------------------------------- | ----------- | -------- | ---- |
| 1    | Sergij Bezuglij Maksim Prokopenko       | Azerbaigian | 3'38"042 | Q    |
| 2    | Erlon Silva Ronilson Oliveira           | Brasile     | 3'41"014 |      |
| 3    | Andrėj Bahdanovič Aljaksandr Bahdanovič | Bielorussia | 3'42"599 |      |
| 4    | Alexandru Dumitrescu Victor Mihalachi   | Romania     | 3'43"787 |      |
| 5    | Serguey Torres José Carlos Bulnes       | Cuba        | 3'44"341 |      |
| 6    | Fortunato Pacavira Nelson Henriques     | Angola      | 4'16"478 |      |

     Qualificati per la finale A

### Semifinali
I primi tre classificati conquistano l'accesso alla finale A per l'assegnazione delle medaglie; gli altri disputano la finale B.

#### 1ª Semifinale
| Pos. | Atleta                                  | Paese       | Tempo    | Note |
| ---- | --------------------------------------- | ----------- | -------- | ---- |
| 1    | Aleksej Korovaškov Il'ja Pervuchin      | Russia      | 3'36"456 | Q    |
| 2    | Andrėj Bahdanovič Aljaksandr Bahdanovič | Bielorussia | 3'36"540 | Q    |
| 3    | Alexandru Dumitrescu Victor Mihalachi   | Romania     | 3'36"551 | Q    |
| 4    | Marcin Grzybowski Tomasz Kaczor         | Polonia     | 3'37"695 |      |
| 5    | Alex Haas Jake Donaghey                 | Australia   | 3'52"018 |      |

     Qualificati per la finale A

#### 2ª Semifinale
| Pos. | Atleta                              | Paese     | Tempo    | Note |
| ---- | ----------------------------------- | --------- | -------- | ---- |
| 1    | Huang Maoxing Li Qiang              | Cina      | 3'38"042 | Q    |
| 2    | Filip Dvořák Jaroslav Radoň         | Rep. Ceca | 3'41"014 | Q    |
| 3    | Serguey Torres José Carlos Bulnes   | Cuba      | 3'42"599 | Q    |
| 4    | Erlon Silva Ronilson Oliveira       | Brasile   | 3'43"787 |      |
| 5    | Fortunato Pacavira Nelson Henriques | Angola    | 3'44"341 |      |

     Qualificati per la finale A

### Finali

#### Finale B
| Pos. | Atleta                              | Paese     | Tempo    | Note |
| ---- | ----------------------------------- | --------- | -------- | ---- |
| 1    | Marcin Grzybowski Tomasz Kaczor     | Polonia   | 3'37"692 |      |
| 2    | Erlon Silva Ronilson Oliveira       | Brasile   | 3'41"484 |      |
| 3    | Alex Haas Jake Donaghey             | Australia | 3'50"782 |      |
| 4    | Fortunato Pacavira Nelson Henriques | Angola    | 4'15"497 |      |

#### Finale A
| Pos. | Atleta                                  | Paese       | Tempo    | Note |
| ---- | --------------------------------------- | ----------- | -------- | ---- |
|      | Peter Kretschmer Kurt Kuschela          | Germania    | 3'33"804 |      |
|      | Andrėj Bahdanovič Aljaksandr Bahdanovič | Bielorussia | 3'35"206 |      |
|      | Aleksej Korovaškov Il'ja Pervuchin      | Russia      | 3'36"414 |      |
| 4    | Sergij Bezuglij Maksim Prokopenko       | Azerbaigian | 3'37"219 |      |
| 5    | Filip Dvořák Jaroslav Radoň             | Rep. Ceca   | 3'37"601 |      |
| 6    | Serguey Torres José Carlos Bulnes       | Cuba        | 3'42"357 |      |
| 7    | Alexandru Dumitrescu Victor Mihalachi   | Romania     | 3'43"005 |      |
| 8    | Huang Maoxing Li Qiang                  | Cina        | 3'48"930 |      |